# Sajeret Canhanim
Sajeret Canhanim je izraelska specialna enota padalske brigade Golani, ki deluje kot izvidniška padalska enota.

## Zgodovina
Po razpustitvi Enote 101 so biti preostali padalci prerazporejeni v brigado Golani, bolj natančno v novo-ustanovljeno specialno enoto Sajeret Canhanim. Enota obstaja še danes kot del Brigade padalcev.

## Pripadniki
Če hoče nabornik vstopiti v enoto Sajeret Canhanim, mora najprej prestati test Gibuš (brisanje osebnosti, tri dni in tri noči fizičnih vaj in boj dvojic). Potem sledi šestmesečno urjenje, nakar jih razporedijo v brigado Golani.
Po začetnem urjenju dobijo rdeče baretke in zaprisežejo pred Zidom objokovanja. Zatem opravijo še specialistično padalsko urjenje, ki traja devet mesecev in nato še vsi pripadniki opravijo poveljniški tečaj.
Temu sledi prava akcija, saj jih razporedijo v bojne enote. Tisti, ki se izkažejo med urjenji in v boju, so nato razporejeni v Sajeret Canhanim.

## Delovanje
Pripadniki enote so izurjeni za različne vrste bojevanja od izvidniških nalog v sovražnikovem zaledju do atentatov na teroristične vodje.

## Oborožitev in oprema
Enota ima v svojem arzenalu na voljo vso ameriško in izraelsko oborožitev, a za delovanje v sovražnikovem zaledju rajši uporabljajo zaplenjeno rusko oborožitev, kakršno uporabljajo arabski nasprotniki.

## Operacije
- Operacija Jonatan
- Šestdnevna vojna
- Operacija Helen
- Operacija Pregon
- Operacija Pekel
- Operacija Aviv neurim
- Operacija Neustrašno srce
- Operacija Spalna srajca
- Operacija Zakon in red